# Изменчивая радужница
Изменчивая радужница (лат. Donacia versicolorea) — вид жуков-листоедов из подсемейства радужниц. Распространён в Европе, на Кавказе, в Сибири, Казахстане и на Дальнем Востоке России.

## Описание
Имаго длиной 5,5—10 мм. Верхняя сторона тела чёрно-фиолетовая или тёмно-зелёная, блестящая; по бокам с золотистой или ярко-зелёной каймой. Ноги жёлто-рыжие, с тёмно-металлическими серединой бёдер и верхней стороной голеней и лапок. Данный вид имеет следующие характерные признаки:
- переднеспинка поперечная, середина переднеспинки в мелких рассеянных точках и почти без морщинок;
- вершина каждого из надкрылий срезана прямо;
- задние бёдра самца с двумя зубцами, самки с одним зубцом или без него.

## Экология
Жуки питаются на листьях различными представителями рдеста (рдест плавающий, рдест пронзённолистный), которые приподняты над водой. Голодные жуки питаются начинают грызть лист проделав небольшую ямку, затем постепенно расширяя её в стороны и в длину. Иногда на верхней стороне плавающих листьев часто сквозные.